# North American T-2
Die North American T-2 Buckeye ist ein zweisitziges Trainingsflugzeug der US Navy, das von dem US-amerikanischen Unternehmen North American Aviation entwickelt und gebaut wurde.

## Geschichte
1956 suchte die US Navy nach einem neuen Trainingsflugzeug, mit dem kostengünstig ein Basistraining auf strahlgetriebenen Flugzeugen durchgeführt werden konnte. North American Aviation bot daraufhin eine auf den Erfahrungen mit der FJ-1 Fury (von dieser stammt das Tragwerk) und der T-28 Trojan (Cockpitlayout und Steuerung) beruhende Neuentwicklung an und gewann die Ausschreibung. Der Erstflug des Prototyps YT2J-1 (ab 1962 YT-2A) erfolgte am 31. Januar 1958. Die erste Serienversion T2J-1 wurde ab November 1959 in Dienst gestellt und 1962 in T-2A umbenannt. Die Buckeye ersetzte dabei teilweise die Lockheed T2V SeaStar. Die letzte von 201 Serienmaschinen der ersten Baureihe wurde schon im April 1961 an die Marine übergeben. Der erste Prototyp mit nun zwei Triebwerken von Pratt & Whitney und geringfügig geänderter Bordelektronik hatte am 30. August 1962 seinen Erstflug; dessen erstes Serienflugzeug folgte im Mai 1965. Am 17. April 1968 flog dann der Prototyp der dritten Serienvariante mit General Electric J85-Triebwerken. 1997 wurde das Muster infolge aufgetretener Mängel gleich dreimal kurzzeitig außer Dienst gestellt. Der Typ wurde ab 1992 durch die T-45 Goshawk ersetzt und 2008 endgültig ausgemustert. Die letzte Flugzeugträgerlandung fand bereits am 23. Juli 2003 statt. Insgesamt wurden 529 Maschinen der verschiedenen Versionen gebaut, die inzwischen über 3,4 Millionen Flugstunden absolviert haben.

## Versionen
YT-2A (vor 1962 YT2J-1)Sechs Vorserienflugzeuge
T-2A  (T2J-1)
Mit einem Westinghouse J34-WE-36-Turbojet-Triebwerk mit 15,13 kN Schub.  201 Stück gebaut.
YT-2B (YT2J-2))
Eine T-2A umgebaut mit zwei J60-Triebwerken, diente als T-2B-Prototyp.
T-2B
Verbesserte Version mit zwei stärkeren Pratt & Whitney J60-P-1-Triebwerken mit je 13,3 kN Schub. 97 Stück gebaut.
DT-2BUmbau einiger T-2B zu Führungsflugzeugen für den Drohneneinsatz.
YT-2C
Ein aus der T-2B umgebauter Prototyp für die T-2C.
T-2C
Endgültige Produktionsversion für die US Navy mit zwei General Electric J85-GE-4-Triebwerk mit 13,1 kN Schub. 231 Stück gebaut.
DT-2CUmbau einiger T-2C zu Führungsflugzeugen für den Drohneneinsatz.
T-2D
Exportversion der T-2C, 12 Stück für Venezuela.
T-2E
Exportversion für Griechenland auf Basis der T-2C. 40 Stück gebaut.

## Konstruktion
Bei der T-2 sind die Sitze höhenversetzt hintereinander angeordnet, was seinerzeit ein Novum darstellte, heute ist dies Standard bei Jettrainern. Es ermöglicht dem hinten sitzenden Fluglehrer ähnliche Sichtverhältnisse wie sie auch der Flugschüler hat. Die Maschinen sind mit Schleudersitzen vom Typ Rockwell LS-1 ausgestattet, diese funktionieren ab Flughöhe Null (Zero/Zero-Sitz). Die Buckeye wird als Trainer heute noch von der griechischen Luftwaffe geflogen. Die Lufteinläufe und die Antriebsturbinen waren an der Rumpfunterseite angeordnet. Für Flugzeugträgerübungen war ein Fanghaken vorgesehen. Das Bugradfahrwerk war vollständig einziehbar. Die Maschinen konnten optional (T-2D,E serienmäßig) auch Waffen tragen.

## Militärische Nutzer
Griechenland
- Griechische Luftwaffe

 Venezuela
- Venezolanische Luftwaffe

 Vereinigte Staaten
- United States Navy

## Technische Daten
| Kenngröße             | Daten der T-2C                                                |
| --------------------- | ------------------------------------------------------------- |
| Länge                 | 11,79 m                                                       |
| Spannweite            | 11,62 m                                                       |
| Höhe                  | 4,51 m                                                        |
| Flügelfläche          | 23,7 m²                                                       |
| Leermasse             | 3.680 kg                                                      |
| max. Startgewicht     | 5.978 kg                                                      |
| Antrieb               | 2 × General Electric J85-GE-4-Turbojets mit je 13,13 kN Schub |
| Höchstgeschwindigkeit | 840 km/h                                                      |
| Dienstgipfelhöhe      | 13.700 m                                                      |
| Steigrate             | 31,5 m/s                                                      |
| Reichweite            | ca. 1.685 km                                                  |